# Wawelia
Wawelia — рід грибів родини Ксиларієві (Xylariaceae). Назва вперше опублікована 1908 року.

## Види
База даних Species Fungorum станом на 18.11.2019 налічує 5 видів роду Wawelia:
- Wawelia argentea J.Webster, 1999
- Wawelia effusa N.Lundq., 1992
- Wawelia microspora J.Webster, 1999
- Wawelia octospora Minter & J.Webster, 1983
- Wawelia regia Namysł., 1908